# What Happened to Mary
What Happened to Mary (equivocadamente referido, em vários textos, como "What Happened to Mary?", mas que na verdade não expõe uma questão, mas sim uma afirmativa) foi o primeiro seriado dos Estados Unidos da América, realizado em 1912, pelo Edison Studios.

## Elenco
- Mary Fuller … Mary
- Marc McDermott … Tenente Straker
- Charles Ogle … Richard Craig, Tio de Mary
- Herbert Yost … Henry, Filho de Craig (como Barry O'Moore)
- Bigelow Cooper	 …	Mr. Foster, o advogado
- William Wadsworth	 …	Billy Pearl
- Miriam Nesbitt	 …	Espiã
- Harold M. Shaw	 …	Reverendo Cooper

## Produção

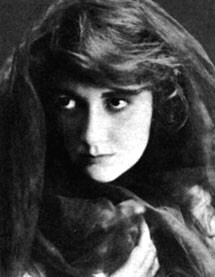
Mary Fuller, atriz do primeiro seriado estadunidense.

Feito por Edison Studios, What Happened to Mary desenrola-se em 12 episódios contínuos, inciando-se em 26 de julho de 1912, para coincidir com a história, também em série, publicada na revista "The Ladies'World", de McClure.
O roteiro de What Happened to Mary era de Horace G. Plympton e a direção de Charles Brabin. A estrela do seriado era Mary Fuller, de 23 anos, que filmava desde 1907, e ao seu lado atuavam Charles Stanton Ogle, que em 1910 havia sido o primeiro ator a personificar Frankenstein em um filme, e Marc McDermott, ator australiano que viera para o cinema estadunidense e atuara na Broadway.
O seriado começou após o editor da revista The Ladies' World, Charles Dwyer, ter encontrado Horace G. Plimpton, gerente da "Kinetoscope Company [[Thomas Edison]]".  A realização paralela entre a publicação na revista e o seriado foi combinada entre os dois. A capa da revista The Ladies' World (1912) avisava: "Cem dólares para você, se puder adivinhar o que aconteceu com Mary". O primeiro capítulo da história foi publicado com a competição. A resposta correta mais próxima dos eventos dos próximos 20 minutos da história, em 300 palavras ou menos, ganharia 100 dólares. O ganhador foi Lucy Proctor, de Armstrong, California, dizendo que Mary seria resgatada por um jovem em seu carro. Essa solução foi publicada na edição de setembro de 1912.
Apesar de a heroína ter participado de sequências de ação e perigo, nenhuma delas era usada para assegurar o suspense no final do capítulo. Uma sequência foi realizada em 1913, denominada Who Will Marry Mary?.
Uma versão teatral de "What Happened to Mary", estrelando Olive Wyndham como Mary, foi produzida antes da publicação de 1913.

## Capítulos
1. The Escape from Bondage
2. Alone in New York
3. Mary in Stageland
4. The Affair at Raynor's
5. A Letter to the Princess
6. A Clue to Her Parentage
7. False to Their Trust
8. A Will and a Way
9. A Way to the Underworld
10. The High Tide of Misfortune
11. A Race to New York
12. Fortune Smiles

Fonte: